# Afram
Der Afram ist ein rund 120 Kilometer langer Fluss im Inland von Ghana und bis zum Bau des  Volta-Sees ein rechter Nebenfluss des Volta.

## Verlauf
Er entspringt in der Ashanti Region nördlich von Kumasi auf einer Höhe von etwa 300 Metern. Seine Quellen liegen in der Nähe des Ortes Abofoo, der in einem Ausläufer der Mpesai-Hügel liegt. Der Fluss fließt zunächst in nordnordöstlicher Richtung. Sobald er sich auf einer Höhe von 150 Metern befindet, nach rund 15 Kilometer seines Flusslaufs, wendet er sich in südöstliche Richtung. Diese Richtung hält er für die nächsten etwa 100 Kilometer bei. Der Afram mündet schließlich etwa 30 Kilometer östlich von Agogo in den Volta-See.